# Prisuttu
Prisuttu est l'appellation en langue corse d'un jambon cru, salé, séché et affiné en Corse à partir d'un cochon de race locale élevé en Corse.

## Historique

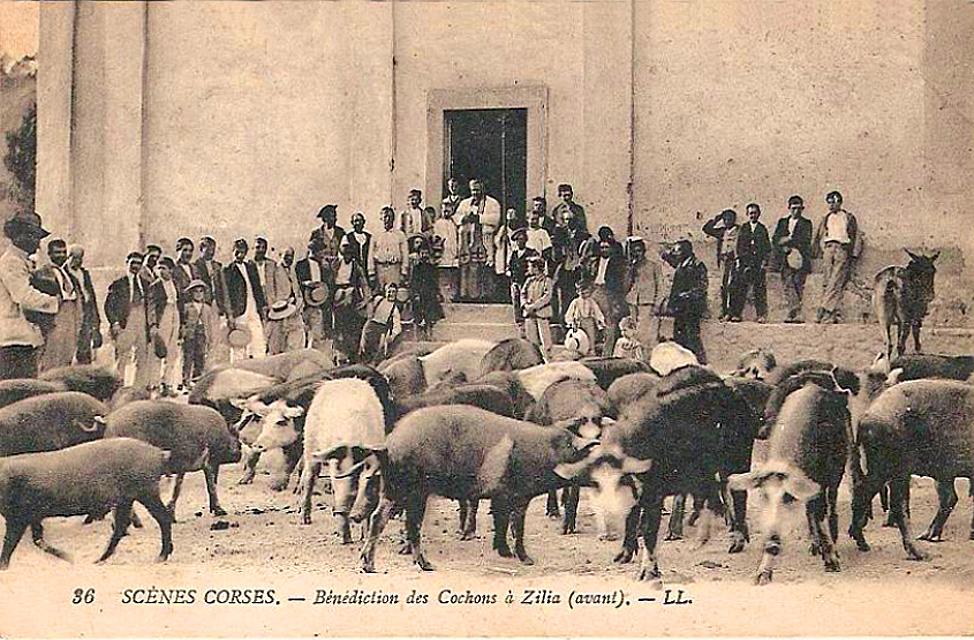
Bénédiction des cochons à Zilia.

Cette salaison, dont la renommée a dépassé les frontières de l'île depuis des générations, doit ses qualités à un cheptel porcin qui vit traditionnellement en semi-liberté, se nourrissant de glands et de châtaignes. Seuls les porcs réservés à la consommation familiale (un à deux) restent dans la soue, le reste de la bande vivant dans les forêts voisines.
Le jambon sec était le morceau du cochon le plus recherché. Son affinage durant plusieurs mois, il se consommait en dernier, après une année et demie de séchage affinage.

## Élaboration
« Les animaux sont d’abord dûment sélectionnés. Une fois détachée de la carcasse, la cuisse est enfouie dans du sel pendant une période allant de 3 à 6 semaines. Les jambons sont ensuite brossés, éventuellement dessalés à l’eau et enduits (sur le côté ne comportant pas de couenne) de poivre et autres épices ou aromates. » L'affinage suit un processus assez long puisque le séchage dure plusieurs mois (de 12 à 18 mois) dans un lieu frais et parfaitement aéré.

## Présentation

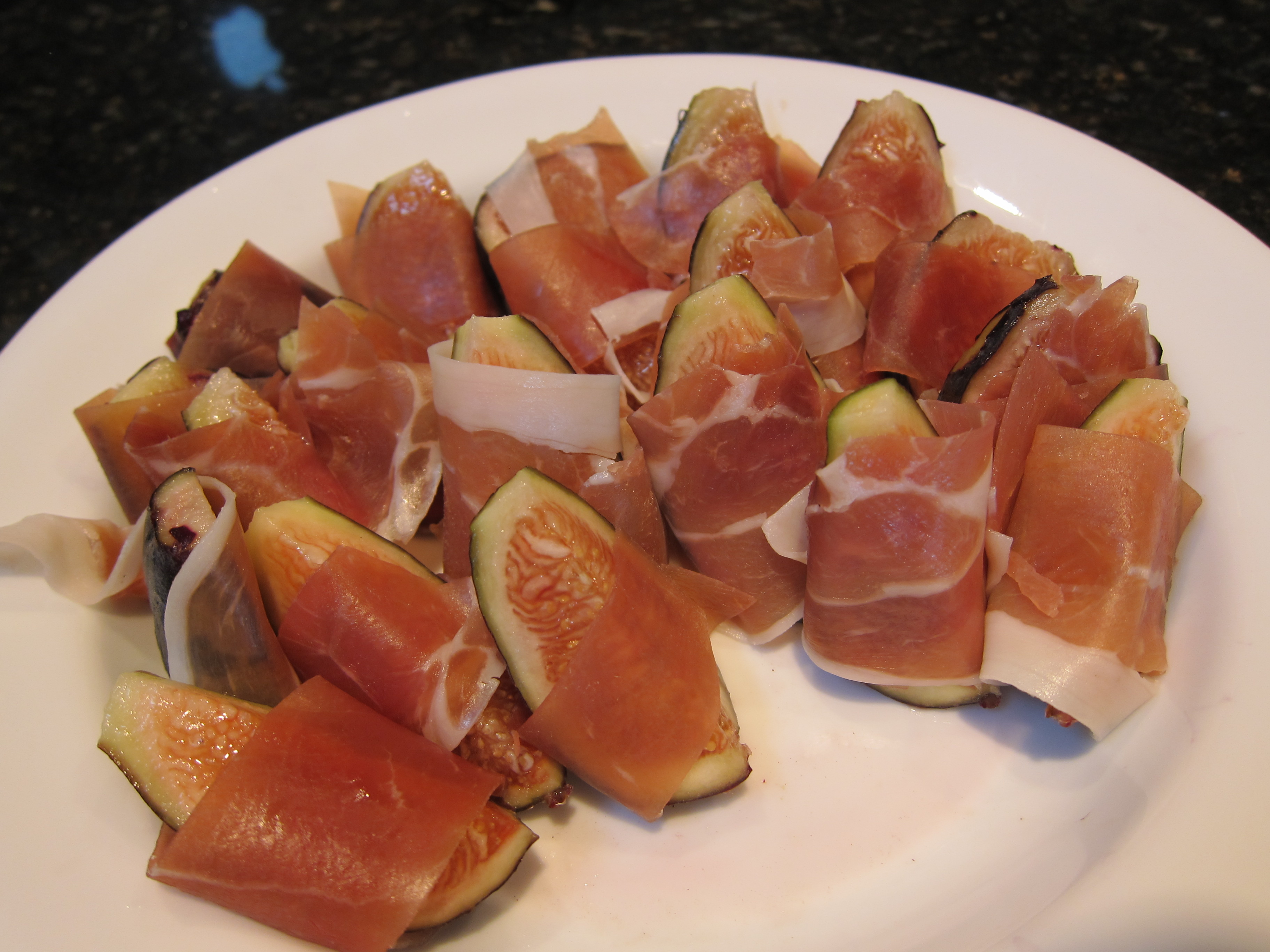
Jambon sec de Corse et figues fraîches

Le prisuttu est donc un jambon cru et sec, assez plat et allongé, atteignant un poids de 5,5 kg à 6 kg environ à la fin de l'affinage. À la coupe apparaît une viande rouge tirant sur le rose-orangé, enrobée de gras.

## Consommation
Ce jambon peut se déguster en entrée, à l’apéritif. Il entre aussi dans certaines préparations, notamment la terrine (ou pâté) au prisuttu.

## Labellisation
Depuis mars 2011, cette production agricole corse bénéficie, en France, du label AOP.